# Yolanda García (taekwondo)
Yolanda García (18 de enero de 1971) es una deportista española que compitió en taekwondo. Ganó una medalla de plata en el Campeonato Mundial de Taekwondo de 1995, y una medalla de oro en el Campeonato Europeo de Taekwondo de 1994.

## Palmarés internacional
| Campeonato Mundial | Campeonato Mundial | Campeonato Mundial | Campeonato Mundial |
| Año                | Lugar              | Medalla            | Categoría          |
| ------------------ | ------------------ | ------------------ | ------------------ |
| 1995               | Manila (Filipinas) | Medalla de plata   | +70 kg             |
| Campeonato Europeo |                    |                    |                    |
| Año                | Lugar              | Medalla            | Categoría          |
| 1994               | Zagreb (Croacia)   | Medalla de oro     | +70 kg             |